# Cercophana venusta
Cercophana venusta är en fjärilsart som beskrevs av Walker 1856. Cercophana venusta ingår i släktet Cercophana och familjen påfågelsspinnare. Inga underarter finns listade i Catalogue of Life.